# Francesco Chicco
Francesco Chicco fue un deportista italiano que compitió en remo. Ganó cuatro medallas en el Campeonato Europeo de Remo entre los años 1930 y 1934.

## Palmarés internacional
| Campeonato Europeo | Campeonato Europeo    | Campeonato Europeo | Campeonato Europeo |
| Año                | Lugar                 | Medalla            | Prueba             |
| ------------------ | --------------------- | ------------------ | ------------------ |
| 1930               | Lieja (Bélgica)       | Medalla de plata   | Cuatro con timonel |
| 1932               | Belgrado (Yugoslavia) | Medalla de oro     | Cuatro con timonel |
| 1933               | Budapest (Hungría)    | Medalla de oro     | Cuatro con timonel |
| 1934               | Lucerna (Suiza)       | Medalla de oro     | Cuatro con timonel |